# Oncocnemis thomasi
Oncocnemis thomasi là một loài bướm đêm trong họ Noctuidae.